# Palm V
Palm Vとは3Comの子会社であるPalm Computingが開発した携帯情報端末である。機能は前機種のPalm IIIシリーズと同じだが、アルマイト仕上げの新しい筐体が採用され、さらにPalmで初めて再充電可能バッテリーが内蔵された。デザインはインダストリアルデザイン企業のIDEOが手がけた。後継はPalm m500シリーズ。

## 画像

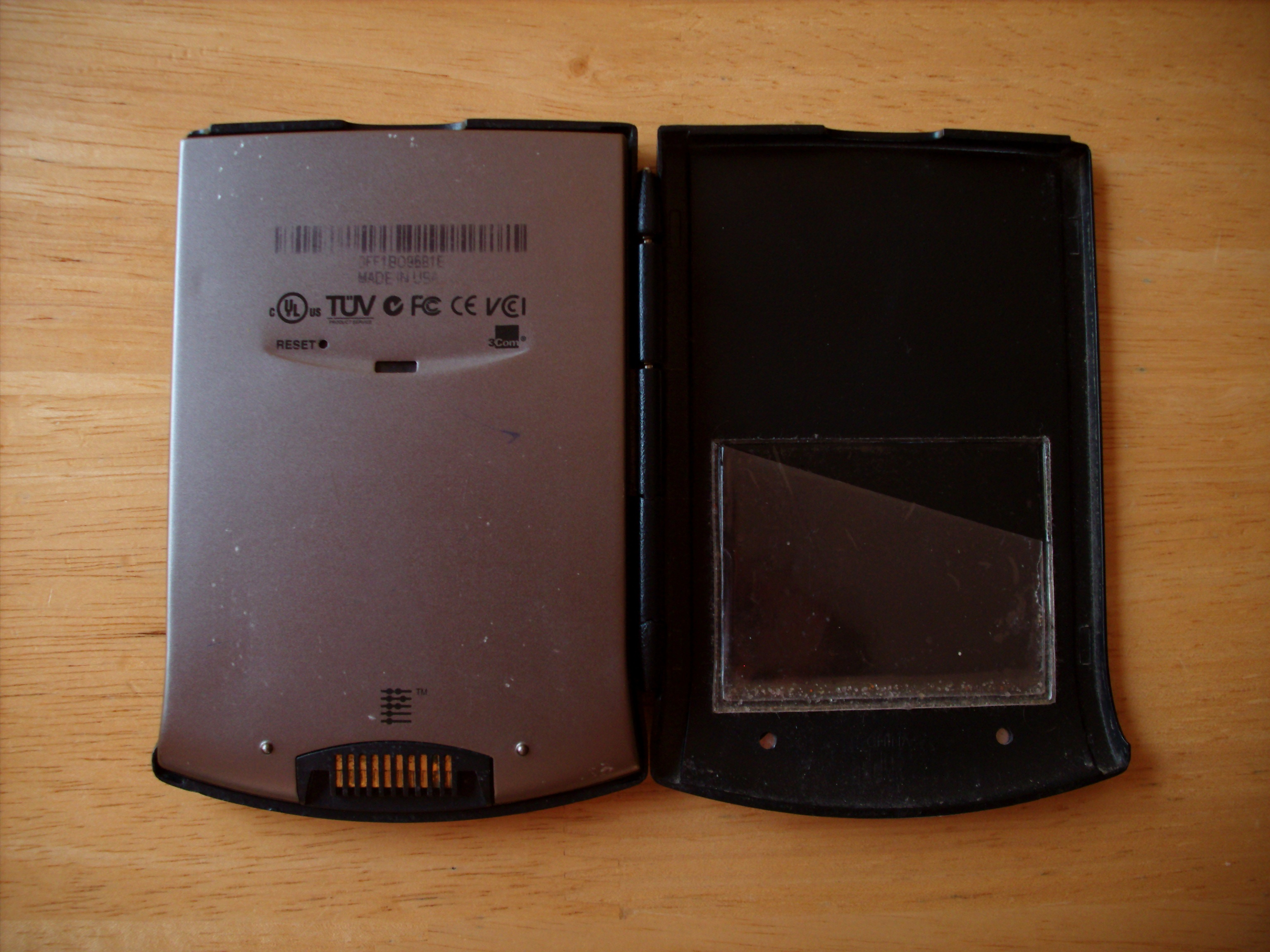
Palm Vの背面
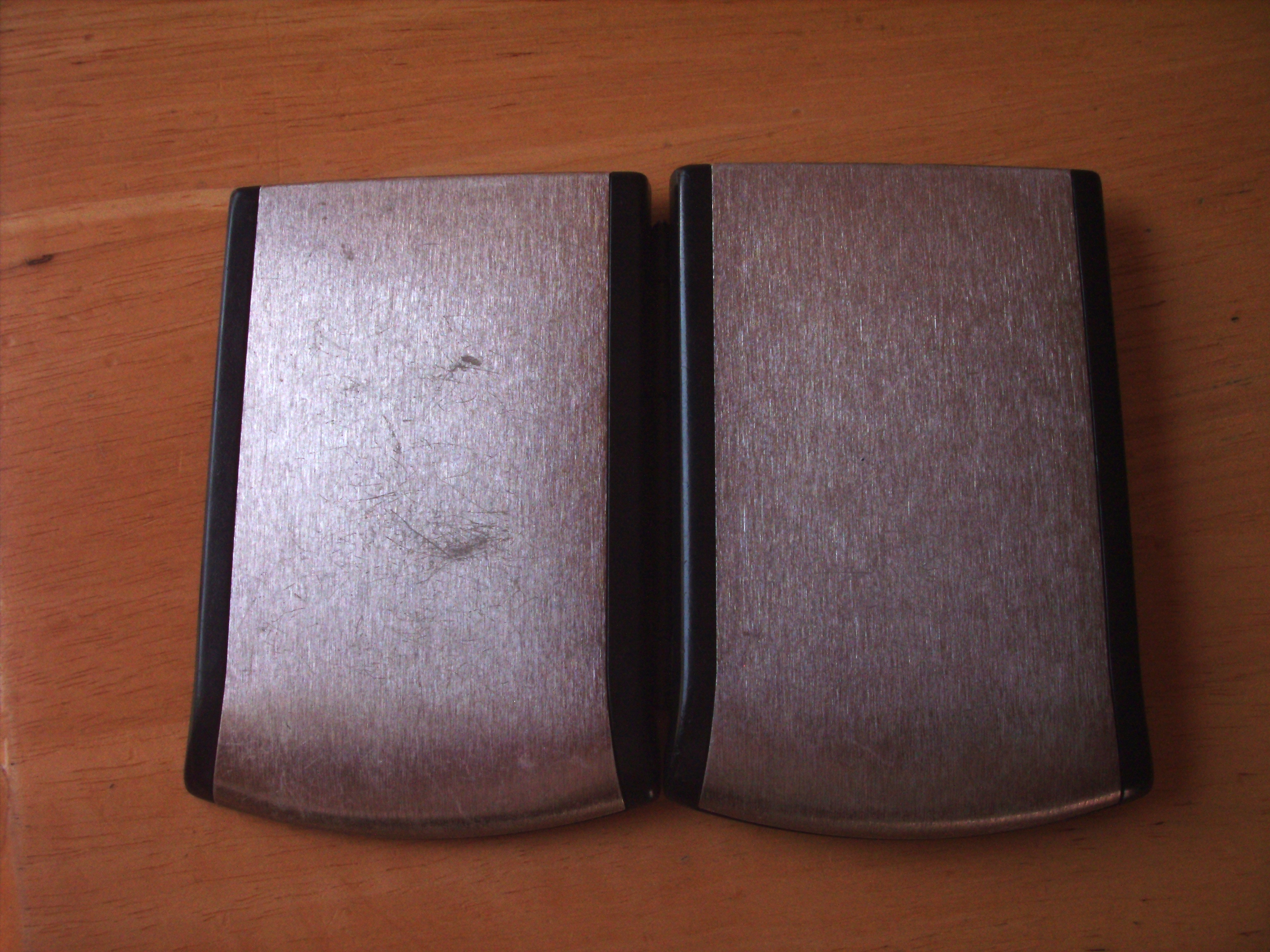
外部メタルケース